# Cranioleuca albiceps
Cranioleuca albiceps là một loài chim trong họ Furnariidae.